# Puritanical Euphoric Misanthropia
Puritanical Euphoric Misanthropia este cel de-al cincilea album de studio al formației Dimmu Borgir. Este primul album cu Galder, ICS Vortex și Nicholas Barker.
Albumul a fost înregistrat împreună cu Orchestra Operei din Göteborg. Cu acest album Dimmu Borgir a câștigat premiul Spellemannprisen (cel mai important premiu muzical din Norvegia) la categoria "Cel Mai Bun Album Metal".

## Lista pieselor
1. "Fear And Wonder" - 02:48
2. "Blessings Upon The Throne Of Tyranny" - 05:19
3. "Kings Of The Carnival Creation" - 07:45
4. "Hybrid Stigmata-The Apostasy" - 06:57
5. "Architecture Of A Genocidal Nature" - 06:08
6. "Puritania" - 03:01
7. "IndoctriNation" - 05:57
8. "The Maelstrom Mephisto" - 04:41
9. "Absolute Sole Right" - 06:24
10. "Sympozium" - 05:12
11. "Perfection Or Vanity" - 03:27

### Piesele bonus incluse pe ediția limitată japoneză
1. "Devil's Path" - 06:06
2. "Burn In Hell"[3] - 05:05

## Personal
- Shagrath - vocal
- Silenoz - chitară ritmică
- Galder - chitară
- Mustis - sintetizator
- ICS Vortex - chitară bas
- Nicholas Barker - baterie

## Clasament
| Țara     | Poziția |
| -------- | ------- |
| Austria  | 23      |
| Finlanda | 11      |
| Franța   | 66      |
| Germania | 16      |
| Norvegia | 16      |
| Olanda   | 71      |
| Suedia   | 28      |